# Benahavís
Benahavís és un municipi d'Andalusia, a la província de Màlaga, situat entre Marbella, Estepona i Ronda. Encara que és anomenat el menjador de la Costa del Sol per la seva multitud de restaurants i bars, Benahavís és un dels pobles més bonics d'Andalusia amb un passat àrab notable. Des del castell de Montemayor, hom pot gaudir d'unes vistes espectaculars de la Costa del Sol i d'alguns dels 9 camps de golf que existeixen en el territori municipal. Amb 9 dels 60 camps de golf (es preveuen 15 dintre d'uns anys) en la Costa del Sol, Benahavís és el veritable centre de la Costa del Golf i un paradís per als amants d'aquest esport. Situat al sud de la Regió muntanyenca de Ronda, Benahavís és el poble més muntanyenc de la Costa del Sol Oest. Els rius que creuen el territori es diuen Guadalmina, Guadaiza i Guadalmansa.

## Història
Benahavís, deriva de la veu àrab Ben, fill en accepció original, i Avis o Havis, que va ser el nom d'un àrab notable que va regnar en el castell de Montemayor, el fill del qual va tenir la idea de construir una sèrie de defenses que, protegint el riu Guadalmina a la sortida de Las Angosturas, defensés al mateix temps el flanc esquerre del castell, i que va ser el primer nucli de població; és a dir, que la construcció del castell de Montemayor va ser anterior a la de Benahavís.
Altres diuen que la paraula Benahavís deriva de "Ben Habix", els fills de l'abisini, per haver-se establert un qadi d'aquella nacionalitat en aquests contorns. Quant a l'apel·latiu del despoblat que es troba en el terme de Benahavís, Aidín o Daidín, se suposa que va ser el nom d'un dels més destacats senyors del lloc. Se sap que les viles de Benahavís i Daidín van ser fundades durant la dominació àrab en la costa del mar i regió muntanyenca de Ronda en el partit de Marbella, a tres llegües d'aquesta ciutat i altres tres d'Estepona, distant elles entre si dues llegües.
El castell de Montemayor estava ja construït en el segle x, per haver-se lliurat importants batalles per la seva possessió en l'època dels regnes de Taifes. En sucumbir el Califat de Còrdova a principis del segle xi, el castell va ser punt neuràlgic en les lluites mantingudes entre els Edrisites, és a dir, la dinastia que governava Màlaga i els Hammudites o Hammudins, que regnaven a Algesires, ambdós pertanyents a la mateixa família. Quan en 1273 Mohamed de Granada va veure el seu tron en perill, va demanar ajuda als Benimerins, qui al comandament d'Abu Yusuf Jacub, van ocupar en 1274 Marbella, el castell de Montemayor i Màlaga, descobrint l'immens valor estratègic del castell, des del qual s'albira més de l00 quilòmetres de costa espanyola i part de l'africana.
Després de la presa de Ronda, el rei Ferran va decidir la conquesta de Marbella, ja que la seva ancorada podia servir d'estació naval per a les galeres i fustes castellanes. L'11 de juny de 1485 Marbella es rendeix, signant-se les capitulacions a la Cruz del Humilladero, on Ferran rep de l'alcaide de la de fortalesa marbellí, Mohammad Abuneza, les claus de la ciutat així com la dels llocs de Benahavís, Daidín, castell de Montemayor, fortaleses de Cortes, Oxen, Arboto, Almáchar, Tramores i la fortificació de Calalvi a Sierra Bermeja. El rei va confiar la custòdia al tota aquesta zona a Pedro de Villandrado, comte de Ribadeo.